# Akvarieförening
En akvarieförening är en sammanslutning av akvarister som tillsammans driver en förening, i Sverige alltid med uteslutande ideell verksamhet. Förutom vanligen månatliga medlemsmöten och publicering av medlemsorgan och informationsblad, har akvarieföreningar ofta en hyrd lokal där medlemmarna tillsammans anordnar tillfälliga akvarieutställningar för allmänheten, eller hyr en lokal där de gemensamt håller akvarium med akvariefiskar och växter, ofta för odling.

## Typer av akvarieföreningar
Det finns två huvudtyper av akvarieföreningar. Vanligast är olika lokal- eller regionalföreningar. De inriktar sig inte mot någon särskild gren inom akvaristiken, men har sin verksamhet knuten till ett visst geografiskt område – i Sverige oftast en kommun. Ett exempel på en sådan förening är den numera nedlagda Göteborgs akvarieförening. I Sverige finns drygt 30 sådana akvarieföreningar, och i vissa städer till och med fler än en. En övervägande majoritet av dessa akvarieföreningar är i sin tur anslutna till Sveriges Akvarieföreningars Riksförbund (SARF), som sedan 1946 är en samordnande paraplyorganisation till stöd för Sveriges akvarieföreningar och -klubbar.
Den andra typen utgörs av föreningar som är verksamma inom ett specifikt intresseområde inom akvaristiken, men som däremot inte primärt vänder sig till medlemmar inom ett i sammanhanget litet geografiskt område. Det akvaristiska specialintresset kan till exempel röra sig om en viss typ av fiskar, en specifik biotop, en särskild form av odling, eller liknande. Till denna typ av föreningar hör exempelvis Skandinaviska Killisällskapet, som vänder sig till akvarister intresserade av så kallade killifiskar, det vill säga äggläggande tandkarpar, och Aquatic Gardeners Association, vars syfte är att sprida information om och studera samt förbättra metoder för odling av växter avsedda för akvarier och dammar. En del av dessa föreningar har underavdelningar i form av lokalgrupper, för att förenkla mötet mellan delar av medlemmarna.
Stockholms Akvarieförening är tillsammans med Malmö Akvarieförening Sveriges, och en av världens äldsta akvarieföreningar, båda grundade år 1926.